# 환계군벌
환계군벌(皖系軍閥) 혹은 안휘군벌(安徽軍閥)이란, 중화민국 초기 기간 존재해왔던 북양군벌의 파벌을 말한다.

## 개요
이들 파벌은 돤치루이(段祺瑞)를 중심으로 쉬수정(徐樹錚)·진윈펑(靳雲鵬)·돤지구이(段芝貴)·푸량쭤(傅良佐)·장화이지(張懷芝)·장징야오(張敬堯)·장구이티(姜桂題)·루융샹(盧永祥)·니쓰충(倪嗣沖) 등이 지도층을 형성하고 있었다. 이들은 일본으로부터 지지를 받아왔고, 막대한 차관과 무기를 제공받았다. 그 대가로 일본에게 막대한 이권을 넘겨주기도 했다. 1916년 호법을 선언하며 차이어(蔡鍔)가 일으킨 호국전쟁의 여파로 북양군 내부의 균열이 발생하기 시작했고, 위안스카이가 합병증으로 사망하자 북양군이라는 사병집단이 세 갈래의 분파로 분열하였다. 직례파와 양대산맥을 이루었던 환계군벌이 그중 하나였다. 환계파의 초대 수장은 돤치루이로 위안스카이의 총애를 받는 장군이었다. 또한 천진무비학당과 같은 군관양성기관에서 당시 중국 내부의 비롯한 북양군의 장교들을 배출하는데, 영향력, 권력 또한 막강했다. 1917년 이러한 권력기반을 이용하여 돤치루이는 국무총리로서 권력을 장악하였고, 환계군은 직례군을 제치고 중원의 주도권을 장악했다. 동시에 리위안훙정부에 제1차 세계대전 참전을 강요하여, 국회를 무력시위로 압박하였다. 환계군이 국회 주위에서 무력시위를 벌이자, 리위안훙 정부는 이를 진압할 목적으로 청나라 복벽주의자 장군인 장쉰에게 진압을 명령하지만, 되려 선통제를 황제로 재선포 청나라를 복원시키는 장쉰복벽이 발생하면서, 환계군은 장쉰을 진압하고, 이를 빌미로 리위안훙이 사임하게끔 만든다. 그리고 뒤를 이어서 직례파 수장 부총통 펑궈장의 통치가 시작된다. 그러나 사실상 정부실세인 국무총리 돤치루이가 산동반도에 대한 일본의 이권을 인정하는 정책과 1차 세계대전 참전을 명분으로 참전군을 창설하고, 이에 대한 국내 여론이 극도로 안 좋아지기 시작했다. 그리고 1919년 말에는 환계군벌파 쉬스창이 총통이 되고, 세계대전이 끝나자 명분을 잃은 참전군은 변방군이라는 이름으로 개편되어, 외몽골에 대한 영향력을 뻗치기 시작했고, 1911년 독립했던 외몽골에 대한 독립취소를 선언하면서 복드 칸국을 점령하였다. 동북삼성순열사 장쭤린은 이에 위기를 느끼고, 1920년 환계군벌과 갈등하며, 동시에 이러한 정책에 대해 비판하던 직례군벌과 환계파간 갈등이 터져서, 중원을 무대로 직환전쟁이 발발하였다. 그러나 차오쿤(曹錕), 우페이푸(吳佩孚) 등의 직예파(直隷派) 군벌 세력이 봉천파(奉天派)와 연합하여 중원을 장악한 환계군을 협공하면서, 환계군벌은 무너졌다. 이후 직례군벌이 중원의 주도권을 장악하면서 봉천군벌과 분쟁이 시작됐고, 새로운 실력자인 펑위샹이 섬서성을 비롯한 서북지역을 장악하였다. 그리고 1919년 펑궈장이 사망하면서, 직례파의 수장이된 차오쿤이 쉬스창을 이어 총통이 되고, 군벌시대는 새로운 국면을 맞는다. 한편 돤치루이는 이후 정계에 개입하지 않았으나, 1924년 펑위샹이 차오쿤의 독재정권을 몰아내고자 북경정변을 일으키면서, 중화민국 초대 집정으로 추대돼 잠시 호법과 통합을 위한 정부에 참여하지만, 곧 분열하였고 자리에서 내려오면서 중국에서 환계군벌의 자취는 완전히 없어지게된다.

## 같이 보기
- 돤치루이
- 군벌 시대
- 군벌
- 중화민국의 역사
- 직계군벌
- 구계계
- 신계계
- 전계군벌